# جوش بايس
جوش بايس (بالإنجليزية: Josh Pais)‏ (و. 1964  م) هو كاتب سيناريو، وممثل تلفزي، وممثل أفلام، ومخرج أفلام، وممثل مسرحي أمريكي، ولد في نيويورك.

## وصلات خارجية
- جوش بايس على موقع IMDb (الإنجليزية)
- جوش بايس على موقع ألو سيني (الفرنسية)
- جوش بايس على موقع أول موفي (الإنجليزية)
- جوش بايس على موقع قاعدة بيانات برودواي على الإنترنت (الإنجليزية)
- جوش بايس على موقع قاعدة بيانات الأفلام السويدية (السويدية)
- جوش بايس على موقع قاعدة بيانات الفيلم (الإنجليزية)
- جوش بايس على موقع كينوبويسك (الروسية)